# Slag om de Straat (1274-1350)
De Slag om de Straat was een militair conflict tegen de havens in de Straat van Gibraltar die plaatsvonden in de late 13e eeuw en de eerste helft van de 14e eeuw. Het conflict betreft voornamelijk de christelijke Kroon van Castilië enerzijds en koninkrijk Granada in het zuiden van Iberië en de islamitische Meriniden in Noord-Afrika. De strategische waarde van de havens kwam van hun positie tussen Spanje en Noord-Afrika, waardoor moslims in Spanje verbonden werden met de rest van de islamitische wereld. De campagne had gemengde resultaten. Castilië verkreeg Tarifa permanent en slaagde erin Gibraltar en Algeciras te veroveren, maar beide zouden terugkeren naar de islamitische heerschappij. Castilië slaagde er ook niet in om een poort aan de Noord-Afrikaanse kant van de Straat te krijgen.

## Conflicten
Veldslagen in Iberië
- Slag bij Écija (1275)
- Inname van Gibraltar (1275)
- Beleg van Algeciras (1278–1279)
- Slag bij Moclín (1280)
- Verovering van Tarifa (1292)
- Inname van Gibraltar (1294)
- Eerste beleg van Gibraltar (1309)
- Beleg van Algeciras (1309–1310)
- Inname van Gibraltar (1313)
- Tweede beleg van Gibraltar (1315)
- Ramp van de Vega de Granada (1319)
- Slag bij Teba (1330)
- Derde beleg van Gibraltar (1333)
- Vierde beleg van Gibraltar (1333)
- Slag aan de Salado (1340)
- Beleg van Algeciras (1342–1344)
- Vijfde beleg van Gibraltar (1349–1350)
- Slag van Gibraltar (1261)
- Beleg van Algeciras (1369)
- Inname van Gibraltar (1374)
- Zesde beleg van Gibraltar (1411)
- Zevende beleg van Gibraltar (1436)
- Achtste beleg van Gibraltar (1462)

Veldslagen in Marokko
- Slag bij Salé (1260)
- Beleg van Ceuta (1306)
- Beleg van Ceuta (1309)
- Verovering van Ceuta (1415)
- Belegering van Ceuta (1419)

Zeeslagen
- Slag bij Algeciras (1278)
- Slag bij Estepona (1342)
- Slag bij Gibraltar (1407)

## Politieke situatie van de Straat van Gibraltar (1274-1350)

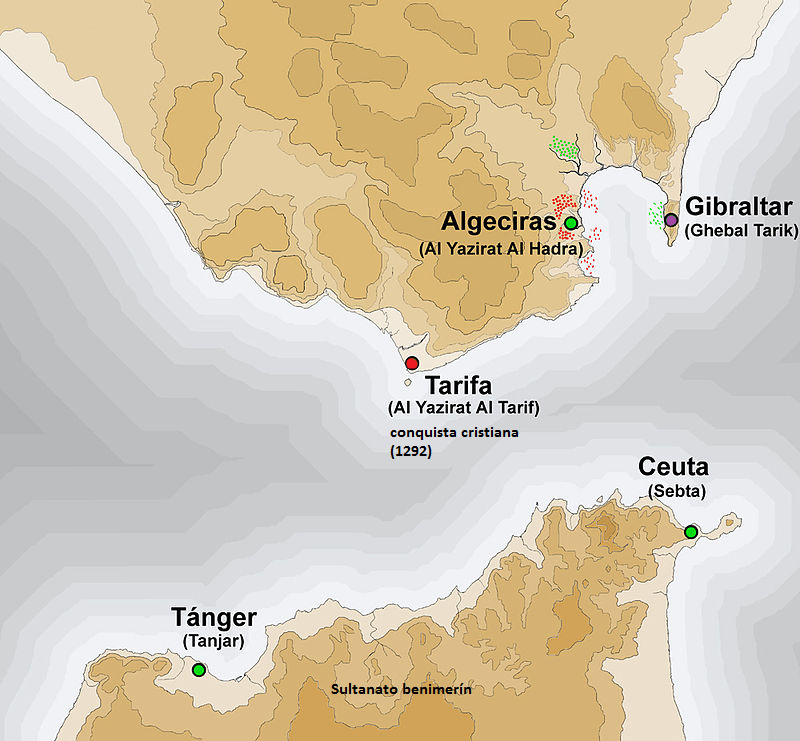
1274 to 1306.
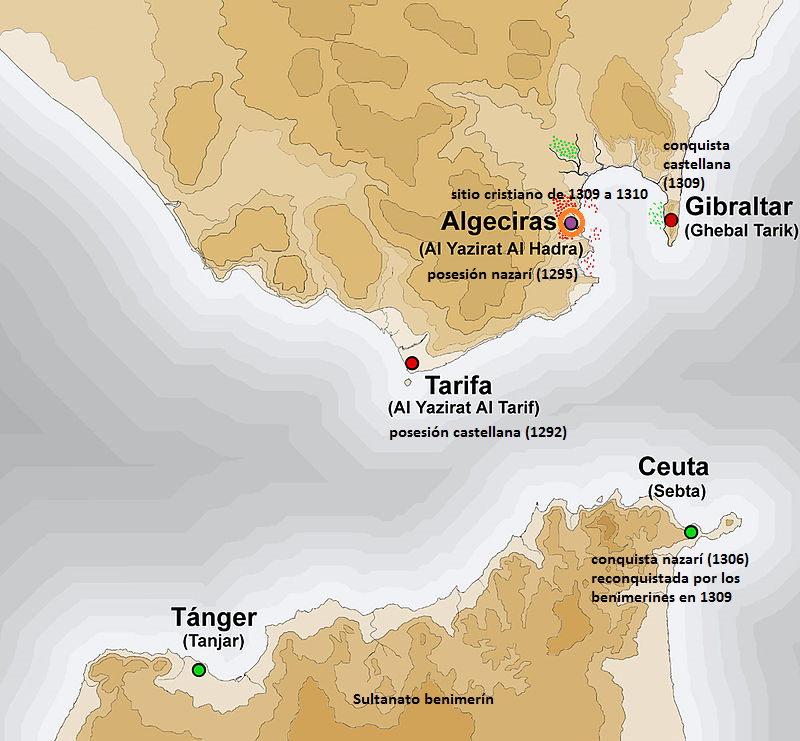
1306 to 1310.
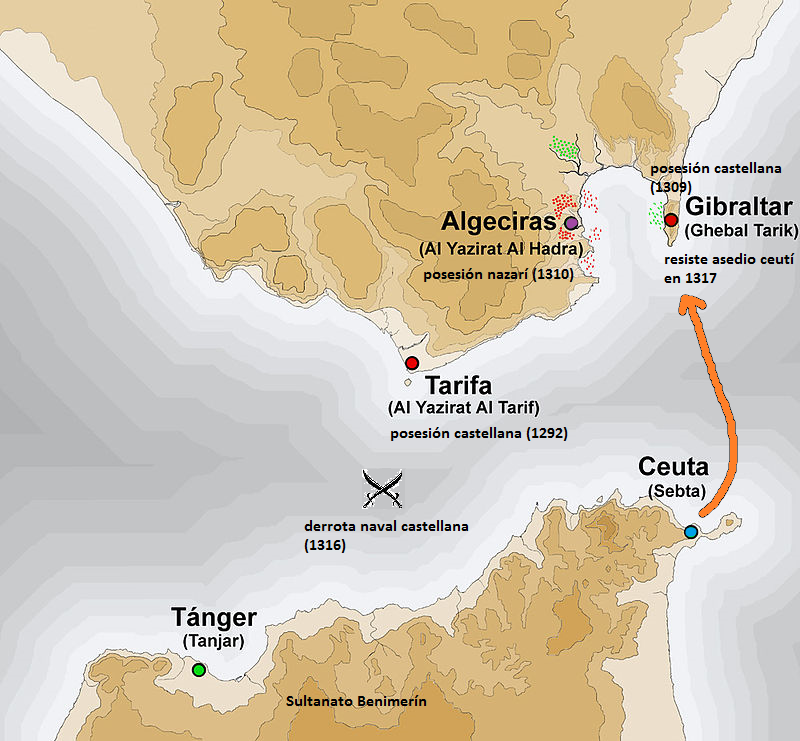
1310 to 1329.
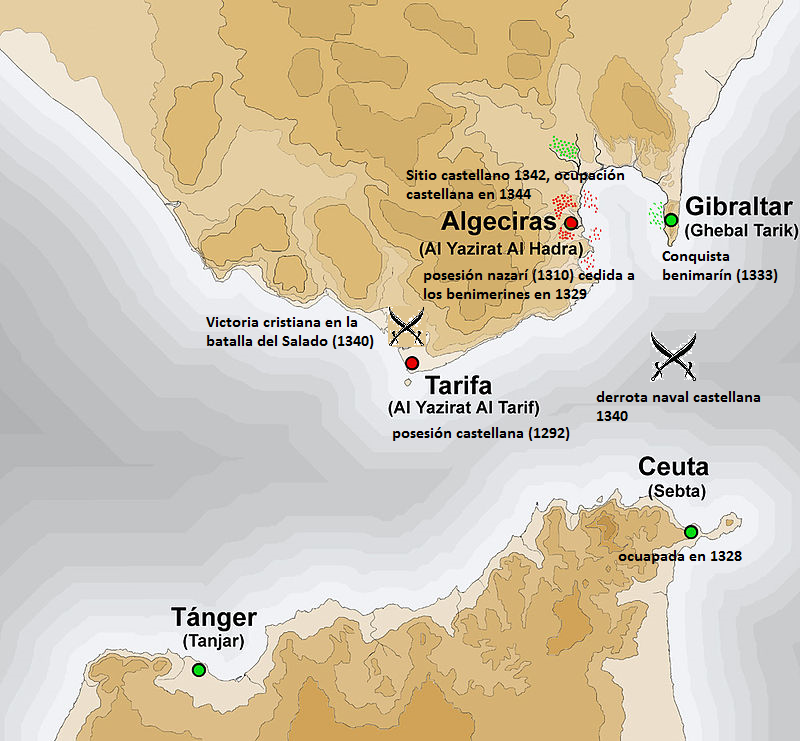
1329 to 1350.